# Центральний пагорб (Севастополь)
Центральний пагорб (крим. Merkeziy Oba) — пагорб, історичний район у центрі Севастополя. Розташований у внутрішньому колі центрального кільця, що утворюється вулицями Великою Морською, Леніна та проспектом Нахімова.
Вважається «тихим центром» міста, тобто віддаленим від шумних магістралей районом у самому центрі. Навколо пагорбу проходить Центральне міське кільце.

## Історія
З кінця XVIII століття, майже від початку заснування Севастополя, пагорб хаотично забудовувався більш бідними жителями міста, які не мали можливості оселитись на головних вулицях внизу, у його підніжжя. Пагорб не мав чіткого планування та ясного архітектурного вигляду, та багато будівель зводилось без будь-якого дозволу, за що його прозвали «хребтом беззаконня».
У 1839 був затверджений генеральний план розвитку Севастополя, який передбачав для пагорба повне знесення старих будівель та нову забудову з чітким плануванням вулиць. У 1840-х проводились роботи згідно з цим планом. Більшість будівель того періоду були знищені у ході Кримської та Другої світової війн, але створене в той час планування вулиць збереглося донині.
У наш час пагорб забудований у більшості післявоєнними дво- та триповерховими будинками у стилі радянського неокласицизму (так звані «сталінки»). Серед збережених довоєнних будівель найбільш цінними є:
- Будинок Волохова, 1840-і
- Башта вітрів, 1849
- Володимирський собор, 1848—1888
- Петропавлівський собор, 1888
- Костянтинівське реальне училище, 1876. Нині школа № 3. Має окремі риси готичного стилю
- Будинок Ріхтера, вул. Суворова, 28, 1912

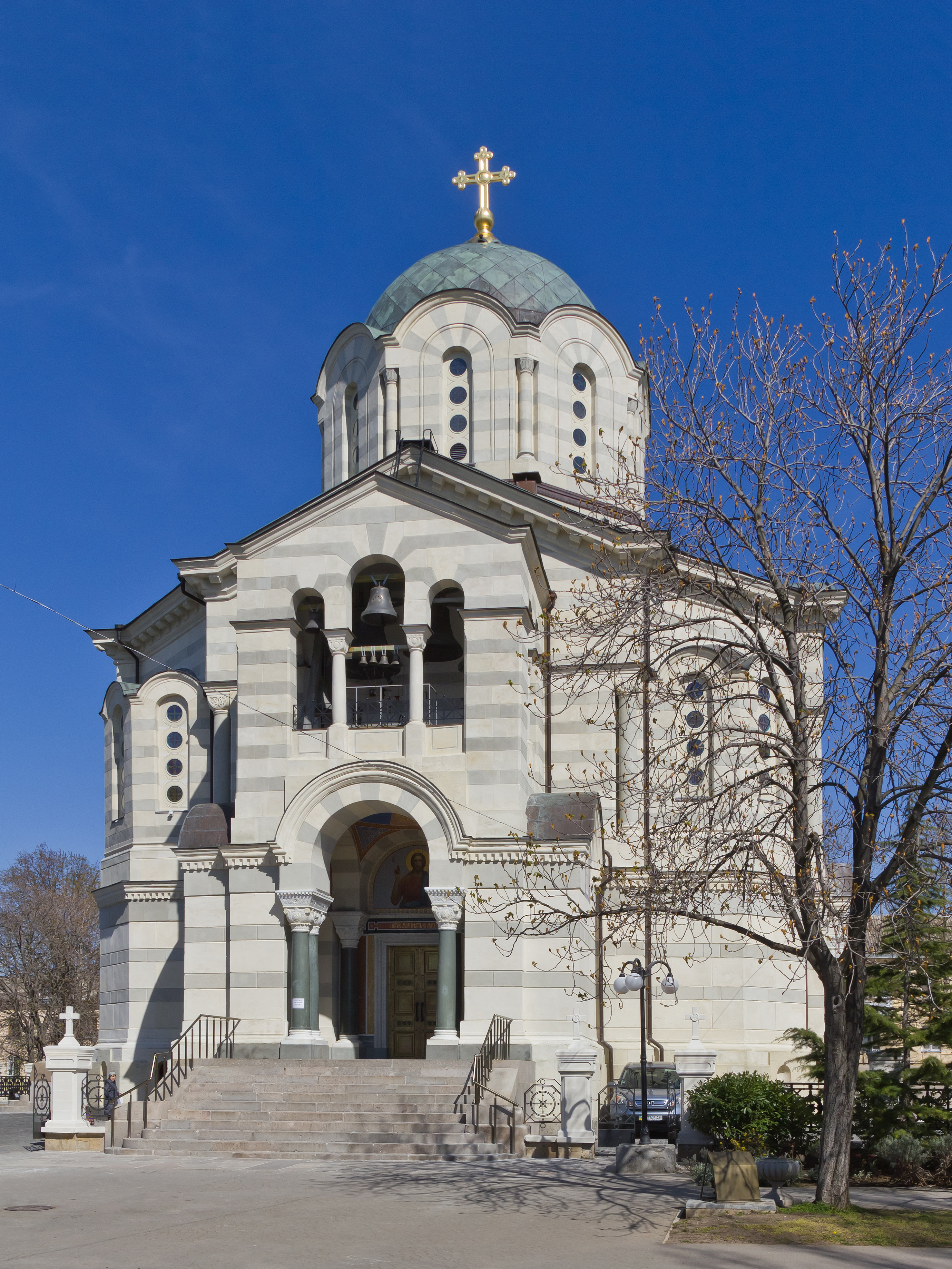
Володимирський собор
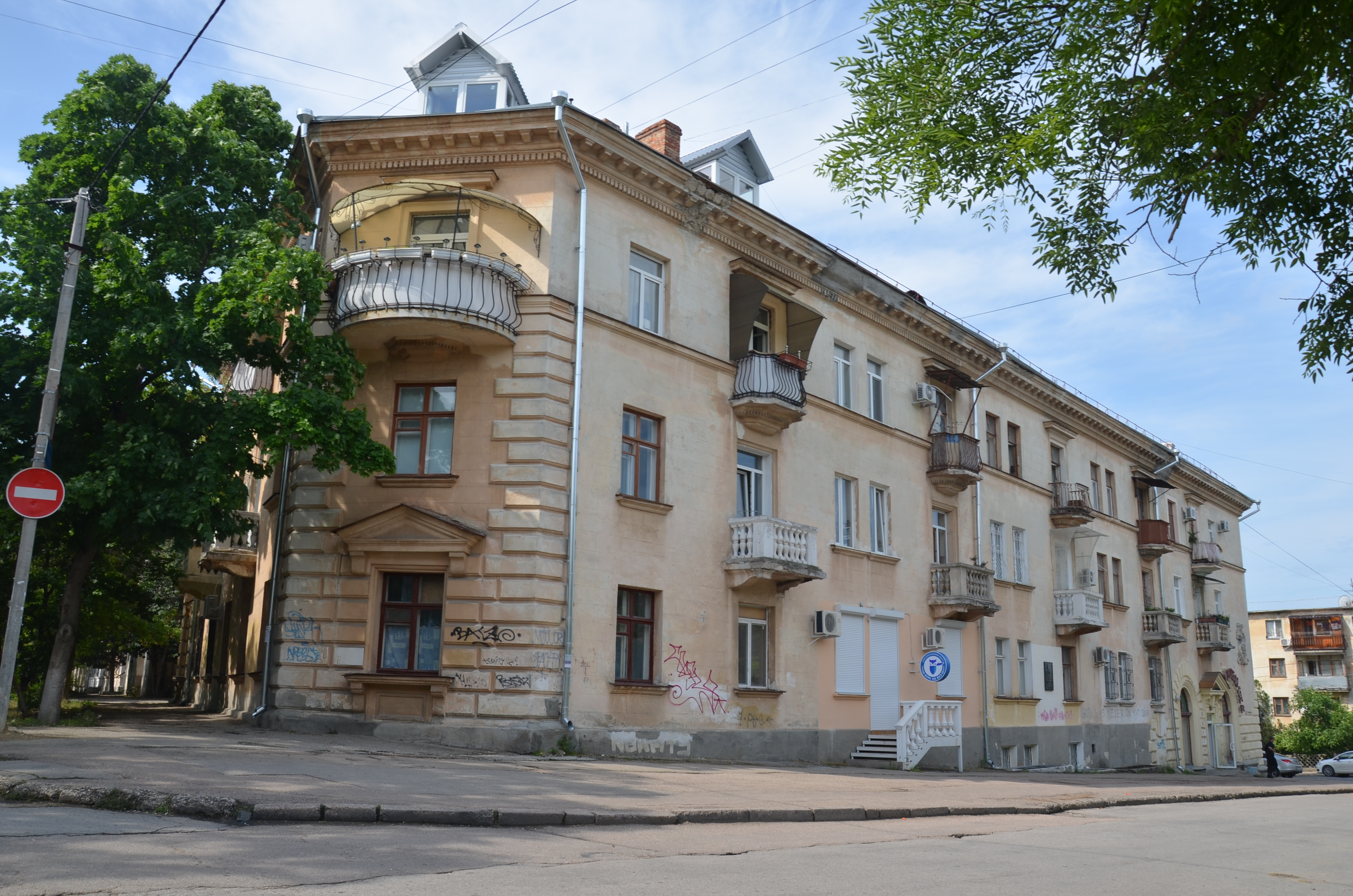
Типова житлова забудова пагорбу
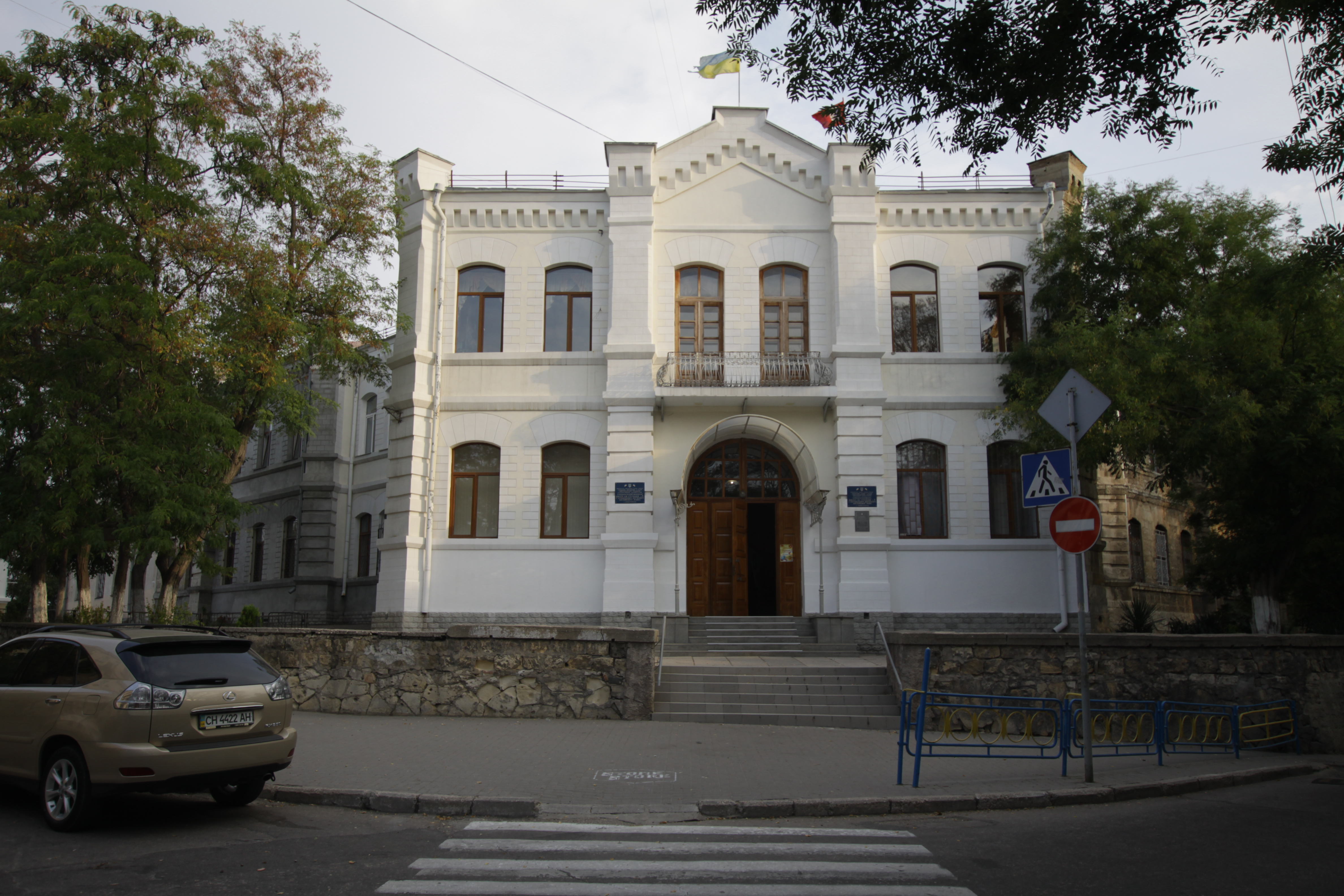
Гімназія №3

## Сходи
Висота пагорба над рівнем моря сягає 60 метрів у найвищій точці. Для підйому нагору існують близько 10 сходів. Серед найбільших:
- Сінопський спуск, що веде до проспекту Нахімова та набережної Корнілова. Це наймонументальніші сходи Севастополя. Споруджені у 50-60 роках XX століття. Архітектори В. М. Артюхов, Ю. Н. Белькович, Б. В. Калинков и Н. Н. Сдобняков[1].
- Таврійські сходи, ведуть до вулиці Великої Морської. Збудовані у 50-70х роках XX сторіччя.
- Сходи до Матроського бульвару, найстаріші, зведені вперше у 1834. Ведуть до перехрестя площі та проспекту Нахімова.
- Сходи з площі Суворова, 1960-і[2].

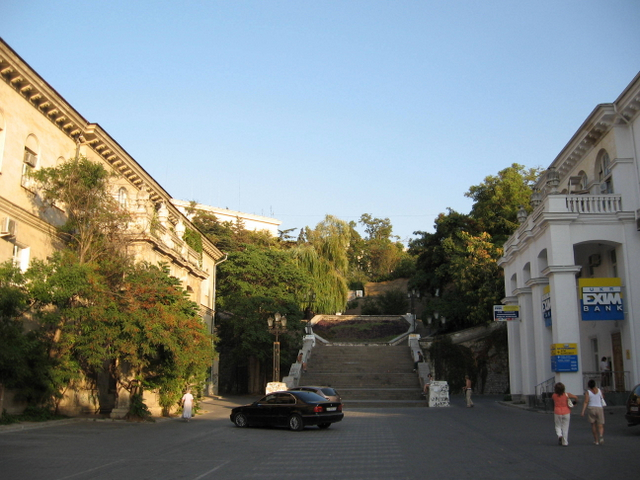
Синопський спуск
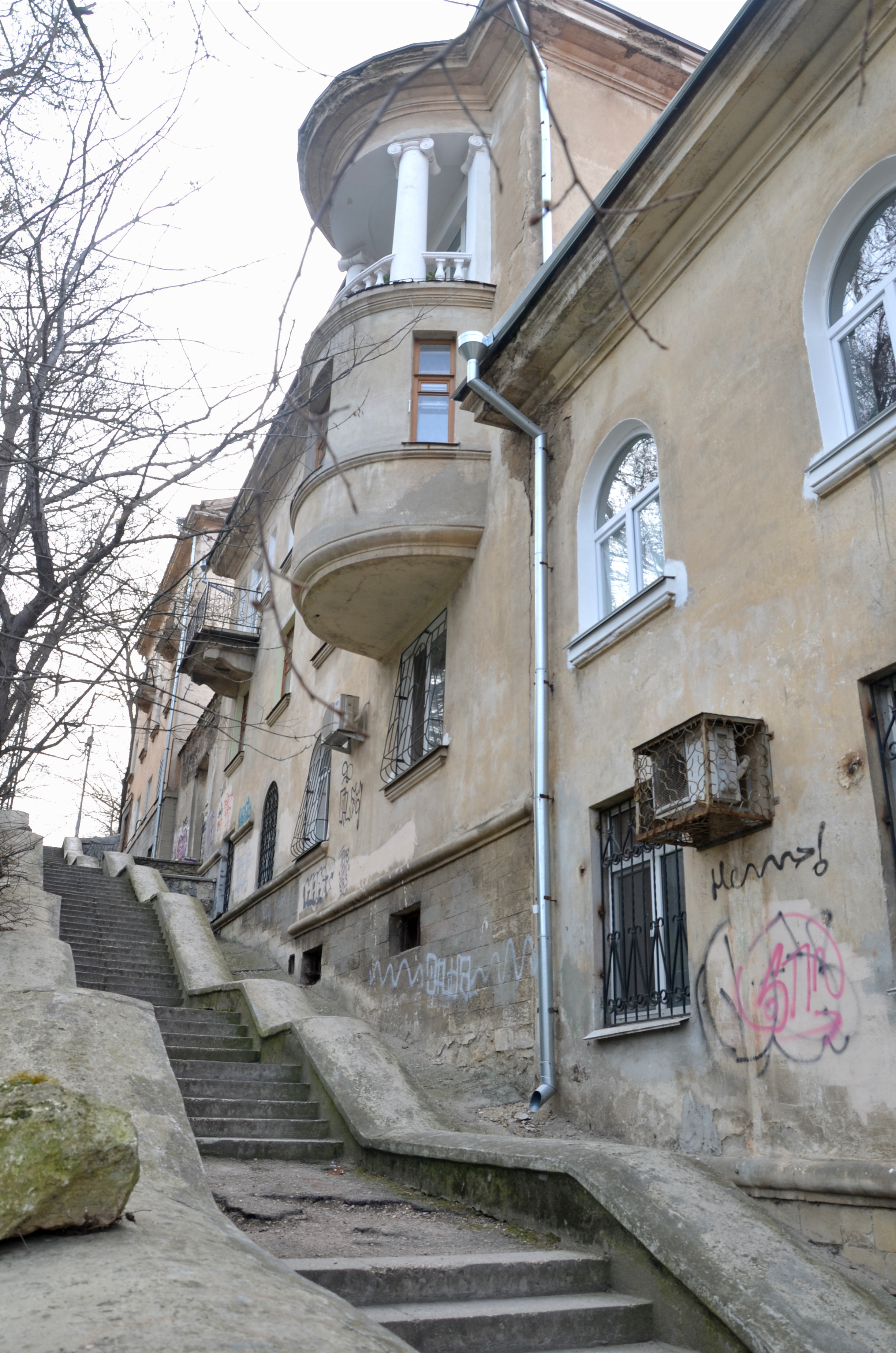
Сходи на вулиці Алексакіса
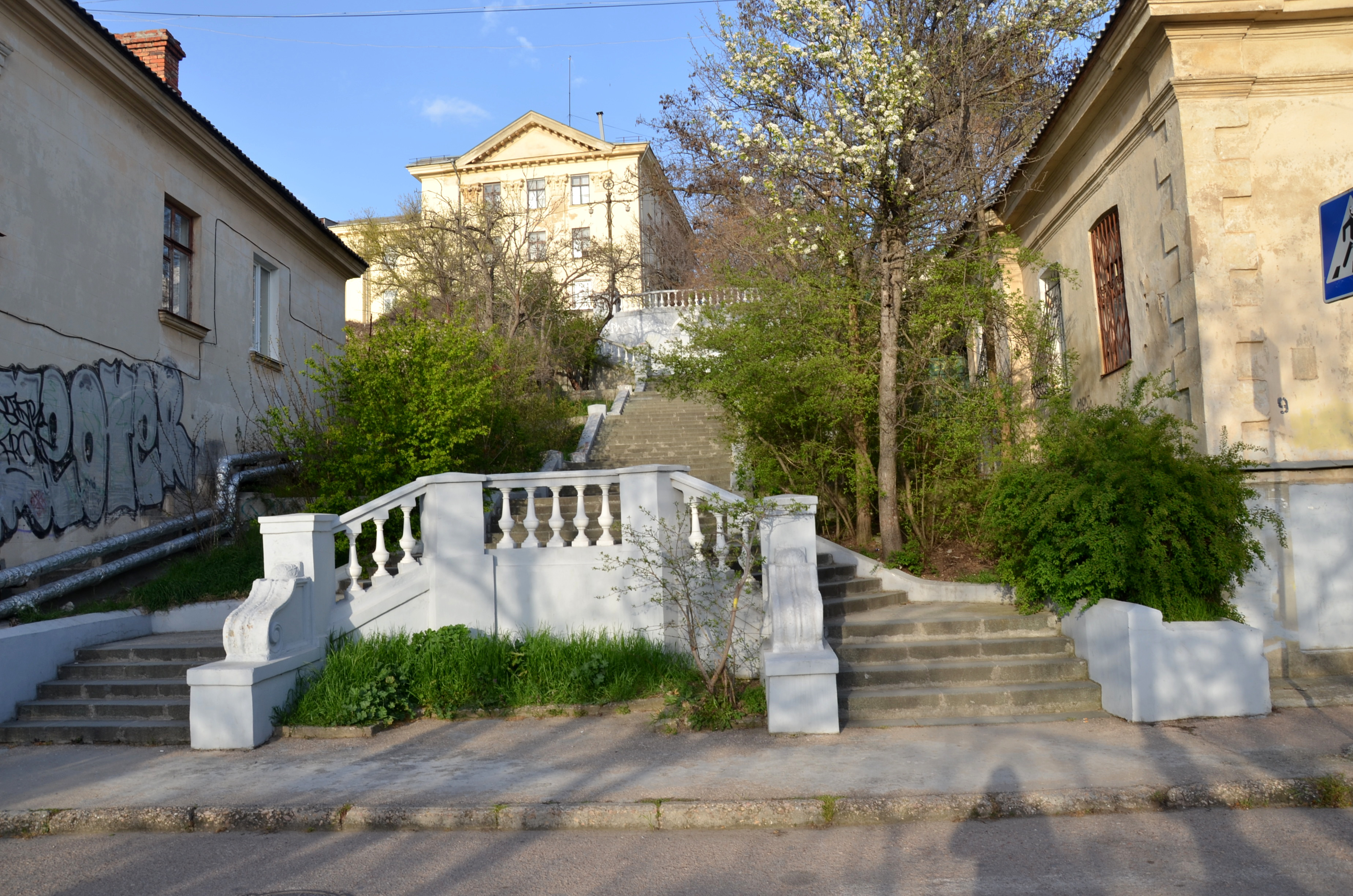
Таврійські сходи, верхня частина

## Сквери
- Матроський бульвар
- Сквер навпроти Петропавловського собору
- Сквер біля Володимирського собору